# Alexander Gigl
Alexander Gigl (* 9. Dezember 1821 in Wien; † 2. Juni 1878 in Pötzleinsdorf) war ein österreichischer Bibliothekar, Archivar und Schriftsteller.

## Leben und Werk
Alexander Gigl studierte nach Besuch des Wiener Schottengymnasiums ein Jahr Philosophie an der Universität Wien. 1841 begann er als Praktikant an der Registratur in der Hofkammer zu arbeiten. 1867 wurde er Archivar für das Innenministerium. Seit 1874 stand er auch der Ministerialbibliothek vor. 1869/1870 war er Mitglied der Enquete-Kommission zur Reorganisation der staatlichen Archive.
Gigl verfasste als Lyriker Reisebilder in Versen, u. a. Erinnerungen aus Bayern (1854). 1855/1856 gab er zusammen mit Ludwig Bowitsch mit dem Österreichischen Balladenbuch die erste österreichische Balladenanthologie (zwei Bände) heraus.